# Cantó de Saint-Loup-Lamairé
El cantó de Saint-Loup-Lamairé és un cantó francès del departament de Deux-Sèvres, situat al districte de Parthenay. Té 7 municipis i el cap és Saint-Loup-Lamairé.

## Municipis
- Assais-les-Jumeaux
- Gourgé
- Le Chillou
- Louin
- Maisontiers
- Saint-Loup-Lamairé
- Tessonnière

## Història
| Data d'elecció                           | Identitat        | Partit         | Qualitat |
| ---------------------------------------- | ---------------- | -------------- | -------- |
| 1951-1973                                | M. Bouchet       | Divers droite  |          |
| 1973-2001                                | François Bouchet | Divers droite  |          |
| 2001-2008                                | Paul Parent      | sense etiqueta |          |
| 2008-                                    | Pascal Bironneau | Divers gauche  |          |
| les dades anteriors no són pas conegudes |                  |                |          |
|                                          |                  |                |          |

## Demografia
| A partir de 1990: Població sense dobles comptes |